# Gregorio Gómez
Gregorio Gómez Álvarez (29 de desembre de 1921 - 11 de juny de 1988) fou un futbolista mexicà.

## Selecció de Mèxic
Va formar part de l'equip mexicà a la Copa del Món de 1950.